# Cristallogruppe
Die Cristallogruppe (italienisch Gruppo del Cristallo) ist eine Gebirgsgruppe in den Ampezzaner Dolomiten in Italien. Sie befindet sich zum überwiegenden Teil in der zur Region Venetien gehörenden Provinz Belluno. Ein kleinerer Teil im Nordosten der Gruppe gehört zu Südtirol. Als Teil der von der UNESCO unter „Nördliche Dolomiten“ zusammengefassten Dolomitengruppen, gehört die Cristallogruppe seit 2009 zum UNESCO-Welterbe Dolomiten.

## Geographie

### Lage
Die Gebirgsgruppe liegt nordöstlich von Cortina d’Ampezzo und südlich von Toblach zwischen dem Valle del Boite im Westen, dem Val d’Ansiei im Osten und dem nördlich der Gruppe verlaufenden Höhlensteintal. Höchster Gipfel ist der Monte Cristallo (dt.: Kristallberg) mit 3221 m s.l.m.

### Abgrenzung
Die Gruppe wird im Südwesten von dem vom Passo Son Forca oder Son Forcia (2110 m) in nordwestlicher Richtung verlaufenden Val Padeon mit den Rio Bosco, einem linken Zufluss des Boite, von der Pomagagnongruppe abgegrenzt. Im Süden bildet der Passo Tre Croci (1809 m) der den Übergang zwischen dem Valle del Boite und dem Val d’Ansiei darstellt die Grenze zur südlich gelegenen Sorapissgruppe. Im Osten grenzt der Misurinasee (1756 m) mit dem Col Sant’Angelo die Gruppe von der Cadini-Gruppe ab. Im Nordosten bildet das obere Val Popena mit dem Rio Popena die Grenze zu dem den Drei Zinnen vorgelagerten Monte Piana, die zu den Sextner Dolomiten gehören. Im Norden bildet das in Südtirol gelegene obere Höhlensteintal mit Schluderbach (1438 m) und der westlich davon gelegenen Passhöhe Im Gemärk (1530 m) die Grenze zu den nördlich davon gelegenen Pragser Dolomiten mit der Plätzwiese im Osten und der westlich davon gelegenen Hohen Gaisl.
Administrativ teilt sich die Cristallogruppe auf die zwei Belluneser Gemeinden Cortina d’Ampezzo und Auronzo di Cadore sowie auf die Südtiroler Gemeinde Toblach auf.

### Gliederung
Die Cristallogruppe ist nach SOIUSA eine Untergruppe der östlichen Ampezzaner Dolomiten. Sie wurde bereits zu Beginn des 20. Jahrhunderts als eigenständige Gruppe der Dolomiten betrachtet, so beispielsweise in dem von Antonio Berti verfassten und 1908 veröffentlichten Gebietsführer Dolomiti di Cadore, der 1928 erstmals in der vom Club Alpino Italiano herausgegebenen  Reihe Guida dei Monti d’Italia unter dem Titel Dolomiti Orientali erschien.
Nach SOUISA und Berti lässt sich die Cristallogruppe in zwei Untergruppen aufgliedern, der Cristallo- und der Popenauntergruppe. Andere Autoren zählen als Untergruppe auch die westlich angrenzende Pomagagnongruppe dazu.

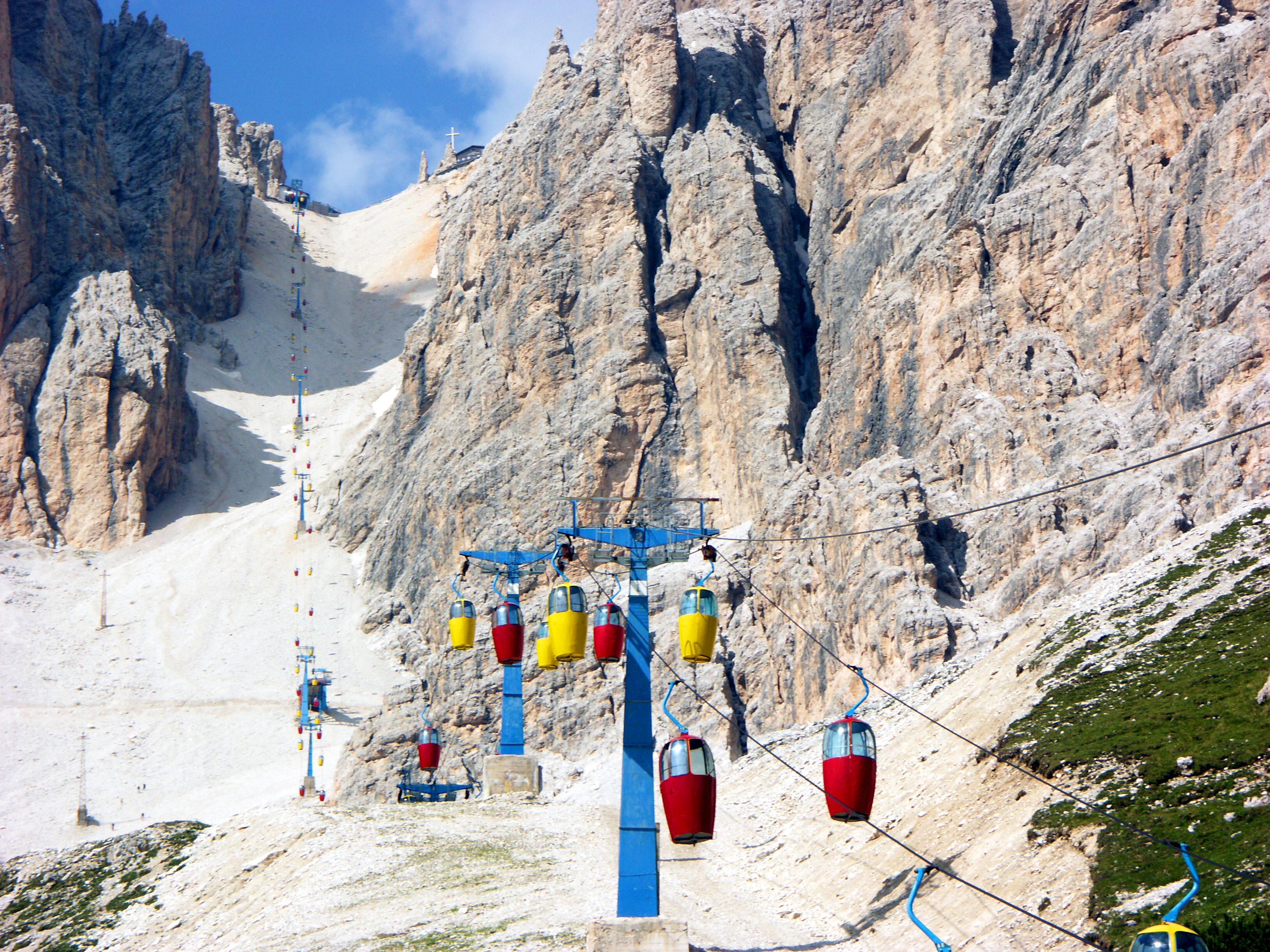
Gondelbahn zur Forcella Staunies

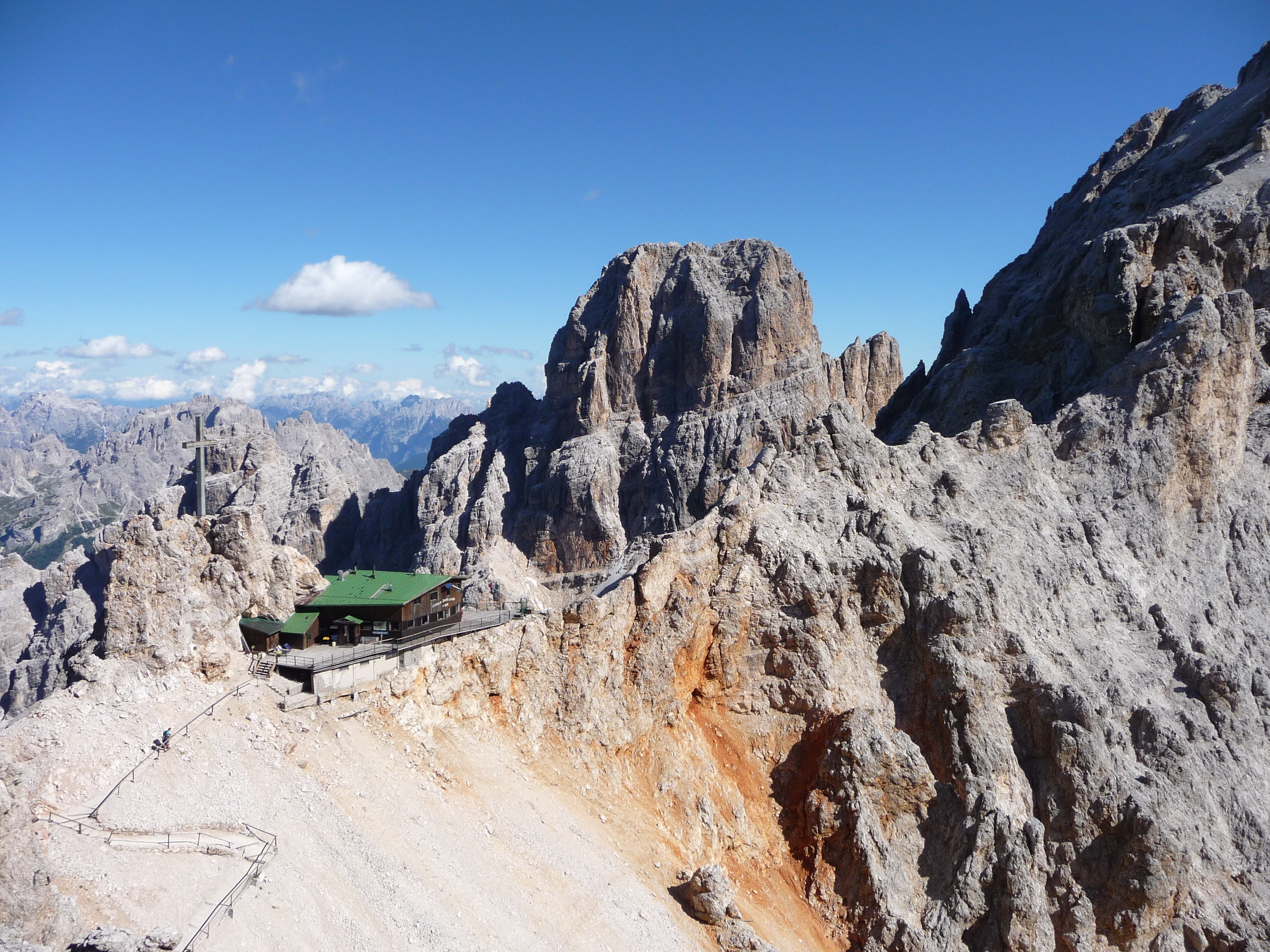
Forcella Staunies und Lorenzihütte vom Cristallino d'Ampezzo aus gesehen, im Hintergrund der Piz Popena

### Gipfel
- Monte Cristallo 3221 m
- Cima di Mezzo 3154 m
- Piz Popena 3152 m
- Cristallino d’Ampezzo 3008 m
- Cristallino di Misurina 2775 m

## Tourismus

### Schutzhütten
- Rifugio Guido Lorenzi 2932 m, privat, seit 2016 geschlossen
- Rifugio Son Forca 2235 m, privat
- Ricovero Buffa di Perrero 2760 m, unbewirtschaftetes Biwak

### Zugang
Durch das Massiv führt der Dolomiten-Höhenweg 3. Ein Sessellift führt von Rio Gere im Val Begontina zum (privaten) Rifugio Son Forca am oberen Ende des Val Padeon. Die Gondelbahn in die Forcella Staunies (2919 m) und zur Capanna G. Lorenzi wurde für die Olympischen Winterspiele in Cortina im Jahre 1956 errichtet; im Winter fungierte sie als Doppelsessellift, im Sommer als Stehgondelbahn. Seit 2016 ist sie bis auf Weiteres geschlossen.

### Klettersteige
Drei Klettersteige (Via Ferrata) erschließen das Gebirgsmassiv und folgen zum größten Teil den alten Kriegspfaden. Neben der Via Ferrata Renato de Pol, die das Gebiet von Nordwesten her erschließt, gibt es noch die Via Ferrata Ivano Dibona und die Via Ferrata Marino Bianchi.

## Geschichte
Während des Ersten Weltkrieges gab es hier erhebliche militärische Aktivitäten. Die Fronten zwischen den italienischen und österreichischen Truppen verliefen durch dieses Gebiet. Überreste von Leitern, militärischen Stellungen und Gebäuden zeugen noch heute davon.

## Varia
Im Jahre 1993 wurden Teile des Filmes Cliffhanger – Nur die Starken überleben im Bereich der Cristallogruppe gedreht.